# SBB Re 6/6
Die Re 6/6, nach neuem Bezeichnungsschema Re 620, sind sechsachsige, elektrische Lokomotiven der Schweizerischen Bundesbahnen (SBB), die als Ersatz für die Ae 6/6 im schweren Dienst am Gotthard angeschafft wurden.

## Konstruktion und Technik
Aus den Anforderungen an die Baureihe ergab sich für die Traktion die Notwendigkeit von sechs Triebachsen. Um dennoch gute Kurvenlaufeigenschaften mit niedrigem Verschleiss zu erreichen, wurden im Gegensatz zur Ae 6/6 drei zweiachsige Drehgestelle eingebaut, wobei sich das mittlere stark seitlich bewegen kann. Für einen besseren Kurveneinlauf der nachlaufenden zwei Drehgestelle wurden zusätzlich zwischen den drei Drehgestellen elastische Querkupplungen angeordnet. Dabei basiert die Querkupplung auf dem Prinzip, welches ursprünglich für die Ge 6/6II der Rhätischen Bahn (RhB) entwickelt wurde. Zwei der vier Prototypen erhielten wie die Ge 6/6II der RhB einen geteilten Lokkasten, wobei sich das Gelenk analog zur RhB Ge 6/6II nur vertikal bewegen kann, um sich Gefälleänderungen anzupassen.
Die bei den anderen zwei Prototypen gewählte weichere Sekundärabfederung des mittleren Drehgestells bewährte sich im Versuchsbetrieb, so dass bei der Serienproduktion der einteilige Kasten zur Ausführung kam. Die zwei Prototypen mit geteiltem Kasten werden weiterhin im Regelbetrieb eingesetzt.
Das Design ist der Form der Re 4/4II angelehnt, ebenso die Bedienung und die herkömmliche Trafotechnik, welche bei der Re 6/6 zuletzt eingesetzt wurde. Bei der Re 6/6 sind allerdings zwei Transformatoren (Leistungstransformator und Regeltransformator) vorhanden, die sich im Lokomotivkasten zwischen den Drehgestellen befinden.
Die zwar ähnliche Frontpartie weist gegenüber der Re 4/4II/III ein höheres Dach auf. Deswegen spricht man bei der Re 6/6 auch davon, dass sie eine «hohe Stirn» hat, die sie von weitem auch von vorne von der Re 4/4II/III  unterscheidet.
Wie bei den Re 4/4II/III ist es geplant, alle Lokomotiven mit einer Führerstandsklimaanlage auszurüsten. Ab Ende 2005 werden die ersten Maschinen umgebaut. Diese wird aber im Gegensatz zu den Re 4/4II/III nur auf einer Kastenseite an einer Türe ohne Lüftungsschlitze erkennbar sein. Die restlichen Änderungen, wie Ersatz der Senkfenster usw., sind nur aus der Nähe sichtbar.

## Betrieb
Die Re 6/6 – ursprünglich den Gotthardlokomotiven zugeordnet – verfügen über Vielfachsteuerung zusammen mit Re 4/4II, Re 4/4III, Re 4/4IV und RBe 4/4. Im Personenverkehr zogen sie schwere Reisezüge über den Gotthard (als Alternative zu einer Doppeltraktion zweier Re 4/4II). Im Güterverkehr werden sie landesweit für schwere Güterzüge eingesetzt, auf der Gotthardstrecke sehr oft in Vielfachsteuerung mit einer Re 4/4II oder Re 4/4III. Ein solches Tandem, oft auch kurz als «Re 10/10» bezeichnet (aufgrund der 10 angetriebenen Achsen), ist in der Lage, die erhöhte Zughakenlast (Anhängemasse) von 1400 Tonnen über die 26 Promille Steigung der Gotthardstrecke zu befördern. Die zugelassene Zughakenlast beträgt bei 26 Promille eigentlich nur 1300 Tonnen und war lange Zeit auch für die beiden Transitachsen Gotthard und Lötschberg gültig, was die abweichenden Angaben in der Literatur erklärt. Für schwerere Züge (bis 1700 Tonnen sind betrieblich möglich, lange Zeit war dieser Wert nur 1600 Tonnen) muss eine Schublokomotive eingesetzt werden, um die Zughaken nicht zu überlasten, wobei eine Schiebelokomotive maximal 300 Tonnen schieben darf (Zulässige Zughakenlast + 300 Tonnen = gesamte Anhängemasse).
Unfallbedingt wurde 1990 Lokomotive 11638 ausrangiert und abgebrochen. Für die Umzeichnung ins UIC-konforme Nummernraster wurden 1992 nur noch die verbliebenen Lokomotiven berücksichtigt, wodurch die 11638 keine UIC-Nummer mehr erhielt. Die effektiven Umzeichnungen mit UIC-Nummern wurden allerdings nie konsequent in Angriff genommen. Im Laufe des Jahres 2005 wurde das UIC-Nummernschema überarbeitet, wobei die 620 001 (anstatt 000) als kleinste Betriebsnummer festgelegt wurde und der Einfachheit halber auch die nicht mehr existente 11638 nachträglich die Nummer 620 038 erhielt. Anfang 2006 trugen knapp ein halbes Dutzend Maschinen die neue Bezeichnung.
Bei der Divisionalisierung der SBB per 1. September 1999 gingen die ersten dreizehn Loks 11601–13 zum Personenverkehr, wurden aber per 1. Januar 2003 gegen Re 460 getauscht. Somit gehören heute alle verbliebenen 88 Maschinen SBB Cargo. Aufgrund der Umteilung der Re 460 in die Division Personenverkehr dominieren heute, neben den neu beschafften Re 482, wieder die Re 6/6 im Güterverkehr auf der Gotthardstrecke.
Nachdem zwei Lokomotiven versuchsweise eine Funkfernsteuerung für den Schiebedienst mit Loks der Reihe Re 460 am Zugschluss am Gotthard erhielten, wurden ab 2000 etwa 30 Lokomotiven damit ausgerüstet. Um sie administrativ kenntlich zu machen, erhielten diese die Bezeichnung Ref 6/6.
Schon 2003 wurden die Fernsteuerungen wieder demontiert, da mit der Abgabe aller Re 460 zum Personenverkehr keine fernsteuerbaren Loks mehr vorhanden waren.
Die Lokomotiven waren bis etwa 2002 den Depots Erstfeld, Bellinzona und Lausanne zugeteilt, ab dann entfiel die feste Zuordnung zu einem Depot. Fristarbeiten erfolgen an den Servicestandorten in Basel und im Rangierbahnhof Limmattal. Für Revisionsarbeiten ist das Industriewerk Bellinzona zuständig.
Abschnitte der Gotthardstrecke sowie der Lötschberg-Basistunnel sind seit 2007 mit Zugsicherung nach ETCS-Level-2-Standard und GSM-R-Funk ausgerüstet. Deshalb wurden 60 Loks durch Stadler Rail entsprechend umgerüstet. Die übrigen Loks erhielten EuroZUB und GSM-R-Funk.
Im August 2018 wurden die Prototypen 11603 und 11604 von der SBB an das auf Überführungs- und Versuchsfahrten spezialisierte Unternehmen RailAdventure verkauft. Die ursprünglich auf den Namen Wädenswil getaufte 11603 wurde dabei in Suisse Svizzera umbenannt. Anfang 2024 wurde die 11604 von Railadventure an die Oensingen – Balsthal Bahn verkauft. Was mit ihr dort geschieht, ist noch unbekannt. Sie wurde im Januar 2024 von Bellinzona nach Balsthal überführt.
Im Herbst 2019 wurde bekannt, dass die Prototypen 11601 und 11602 an eine Privatperson im Umfeld des Vereins Swisstrain verkauft wurden. Es ist geplant, dass die 11601 revidiert und wieder fahrtüchtig gemacht werden soll, die 11602 wird als Ersatzteilspender genutzt. Am 20. Oktober 2019 wurde die 11601 deshalb von Bellinzona nach Sissach überführt.
Der schwedische Lokomotivvermieter Nordic Re-Finance hat Interesse am Kauf von gebrauchten Re 620 gezeigt. Um die Machbarkeit zu testen, wurde die Re 620 052 Anfang April 2024 von der Re 482 016 nach Rostock zur Verschiffung nach Trelleborg überführt. Die Lokomotive soll dort mit dem schwedischen Zugsicherungssystem ATC ausgestattet und getestet werden. Falls eine Zulassung zustande kommt, würde Re-Finance einen Vertrag mit SBB Cargo abschliessen, der die Übernahme mehrerer Lokomotiven beinhaltet.

## Loktaufen
| Nummer | Wappen | Taufname            |       | Nummer | Wappen            | Taufname |  | Nummer                 | Wappen | Taufname    |
| ------ | ------ | ------------------- | ----- | ------ | ----------------- | -------- |  | ---------------------- | ------ | ----------- |
| 11601  |        | Wolhusen            |       | 11631  |                   | Dulliken |  | 11661                  |        | Gampel-Steg |
| 11602  |        | Morges              | 11632 |        | Däniken           | 11662    |  | Reuchenette-Péry       |        |             |
| 11603  |        | Wädenswil           | 11633 |        | Muri AG           | 11663    |  | Eglisau                |        |             |
| 11604  |        | Faido               | 11634 |        | Aarburg-Oftringen | 11664    |  | Köniz                  |        |             |
| 11605  |        | Uster               | 11635 |        | Muttenz           | 11665    |  | Ziegelbrücke           |        |             |
| 11606  |        | Turgi               | 11636 |        | Vernier-Meyrin    | 11666    |  | Stein am Rhein         |        |             |
| 11607  |        | Wattwil             | 11637 |        | Sonceboz-Sombeval | 11667    |  | Bodio                  |        |             |
| 11608  |        | Wetzikon            | 11638 |        | St-Triphon        | 11668    |  | Stein-Säckingen        |        |             |
| 11609  |        | Uzwil               | 11639 |        | Murten            | 11669    |  | Hägendorf              |        |             |
| 11610  |        | Spreitenbach        | 11640 |        | Münchenstein      | 11670    |  | Affoltern am Albis     |        |             |
| 11611  |        | Rüti ZH             | 11641 |        | Moutier           | 11671    |  | Othmarsingen           |        |             |
| 11612  |        | Regensdorf          | 11642 |        | Monthey           | 11672    |  | Balerna                |        |             |
| 11613  |        | Rapperswil          | 11643 |        | Laufen            | 11673    |  | Cham 1                 |        |             |
| 11614  |        | Meilen              | 11644 |        | Cornaux           | 11674    |  | Murgenthal             |        |             |
| 11615  |        | Kloten              | 11645 |        | Colombier         | 11675    |  | Gelterkinden           |        |             |
| 11616  |        | Illnau-Effretikon   | 11646 |        | Bussigny          | 11676    |  | Zurzach                |        |             |
| 11617  |        | Heerbrugg           | 11647 |        | Bex               | 11677    |  | Neuhausen am Rheinfall |        |             |
| 11618  |        | Dübendorf           | 11648 |        | Aigle             | 11678    |  | Bassersdorf            |        |             |
| 11619  |        | Arbon               | 11649 |        | Aarberg           | 11679    |  | Cadenazzo              |        |             |
| 11620  |        | Wangen bei Olten    | 11650 |        | Schönenwerd       | 11680    |  | Möhlin                 |        |             |
| 11621  |        | Taverne-Torricella  | 11651 |        | Dornach-Arlesheim | 11681    |  | Immensee               |        |             |
| 11622  |        | Suhr                | 11652 |        | Kerzers           | 11682    |  | Pfäffikon SZ           |        |             |
| 11623  |        | Rupperswil          | 11653 |        | Gümligen          | 11683    |  | Amsteg-Silenen         |        |             |
| 11624  |        | Rothrist            | 11654 |        | Villeneuve        | 11684    |  | Uznach                 |        |             |
| 11625  |        | Oensingen           | 11655 |        | Cossonay          | 11685    |  | Sulgen                 |        |             |
| 11626  |        | Zollikofen          | 11656 |        | Travers           | 11686    |  | Hochdorf               |        |             |
| 11627  |        | Luterbach-Attisholz | 11657 |        | Estavayer-le-Lac  | 11687    |  | Bischofszell           |        |             |
| 11628  |        | Konolfingen         | 11658 |        | Auvernier         | 11688    |  | Linthal                |        |             |
| 11629  |        | Interlaken          | 11659 |        | Chavornay         | 11689    |  | Gerra-Gambarogno       |        |             |
| 11630  |        | Herzogenbuchsee     | 11660 |        | Tavannes          |          |  |                        |        |             |

## Unfälle und Ausrangierungen
- Am 18. Juli 1982 kollidierte in Othmarsingen der Güterzug 41094 aus Italien mit dem mit der Re 6/6 11674 bespannten Nachtschnellzug 295 von Dortmund über Basel nach Chiasso und weiter nach Rimini, vorwiegend mit Reisenden aus Deutschland und Italien. Beim Unfall starben drei deutsche und drei italienische Reisende, darunter ein Kind. Weitere über 100 wurden verletzt, 29 davon schwer. Die Re 6/6 wurde wieder Instand gestellt und erhielt dabei als erste einen roten Anstrich.
- Am 16. Februar 1990 kollidierte der von der Lokomotive 11638 gezogene Nachtschnellzug 222 Mailand–Paris bei der Fahrt durch den Bahnhof von Saxon mit dem auf dem Gleis 3 stehenden Baudienstfahrzeug XTm 91571 der SBB. Beim Aufprall entgleisten mehrere Fahrzeuge, dabei kamen die Re 6/6 und der erste Wagen des Schnellzuges auf der Seite liegend zum Stillstand. Bei dem Unfall kamen drei Menschen ums Leben, 12 weitere wurden verletzt.[7] Die verunfallte Lokomotive wurde danach als erste ihrer Serie ausrangiert.
- Am 8. August 2011 kollidierte im Bahnhof von Döttingen die Re 6/6 11666 mit einem NPZ-Pendelzug. Die Lokomotive wurde erheblich beschädigt, entgleiste im Gegensatz zum Steuerwagen des NPZ aber nicht. Bei dem Unfall wurden acht Personen verletzt.[8]
- Am 23. Oktober 2014, um 07.03 Uhr, kam es bei einer Rangierbewegung im Bahnhof St. Maurice zu einem Zusammenstoß zwischen den beiden Re 6/6-Lokomotiven 11620 und 11640 von SBB Cargo. Es entstand erheblicher Sachschaden an den Fahrzeugen.[9] Wie sich später herausstellte, war der Schaden an der 11620 so gross, dass sich eine Reparatur nicht mehr lohnte. Sie wurde am 10. Februar 2017 dem Abbruch zugeführt.[10] Die 11640 ist seit April 2016 wieder in Betrieb.
- Am 13. Mai 2015, um kurz nach Mitternacht, stießen zwei Güterzüge im Bahnhof Erstfeld seitlich zusammen. Ein Güterzug von SBB Cargo International, geführt mit den Re 6/6 11673 „Cham“ und Re 4/4 II 11333 fuhr um 00.03 Uhr bei der Ausfahrt aus dem Bahnhof Erstfeld Richtung Süden einem Güterzug von BLS Cargo in die Flanke. Die beiden BLS-Cargo-Lokomotiven Re 485 008 und Re 486 509 blieben unbeschädigt. Die beiden Züge waren in dieselbe Richtung unterwegs.[11] Der Unfallhergang und die Ursache wurde von der Sicherheitsuntersuchungsstelle des Bundes (SUST) untersucht. Die 11673 wurde am 15. Juli 2016 dem Abbruch zugeführt.[12]
- Am 18. Februar 2021 wurde mit der Re 620 042 (11642) die erste Serienlok altershalber dem Abbruch zugeführt. Zuvor war sie über eine längere Zeit als Ersatzteilspender im IW Bellinzona abgestellt.
- Am 22. April 2024 wurde die Re 620 040 (11640) ausrangiert und zur Firma Thommen zum Abbruch zugeführt.[13]
- Anfang Juni 2024 wurden die Re 620 046 (11646) und 048 (11648) ausrangiert und zur Firma Thommen in Kaiseraugst zum Abbruch zugeführt.[14]
- Im August 2024 wurden die Re 620 041 (11641) und 055 (11655) ausrangiert und zur Firma Thommen in Kaiseraugst zum Abbruch zugeführt.[15]
- Am 8. November 2024 wurde die Re 620 051 (11651) ausrangiert und zur Firma Vismara in Lugano zum Abbruch zugeführt.[16]
- Am 14. Dezember 2024 wurden die Re 620 044 (11644), 045 (11645), 057 (11657) und 059 (11659) ausrangiert und zur Firma Thommen in Kaiseraugst zum Abbruch zugeführt.[17]
- Im März 2025 wurde die Re 620 049 (11649) ausrangiert und zur Firma Thommen in Kaiseraugst zum Abbruch zugeführt.[18]
- Am 4. April 2025 wurde die Re 620 036 (11636) ausrangiert und zur Firma Vismara in Lugano zum Abbruch zugeführt.[19]
- Im April 2025 wurden die Lokomotiven 620 043, 052, 054 und 056 als ausrangiert gemeldet.[20]

## Bilder

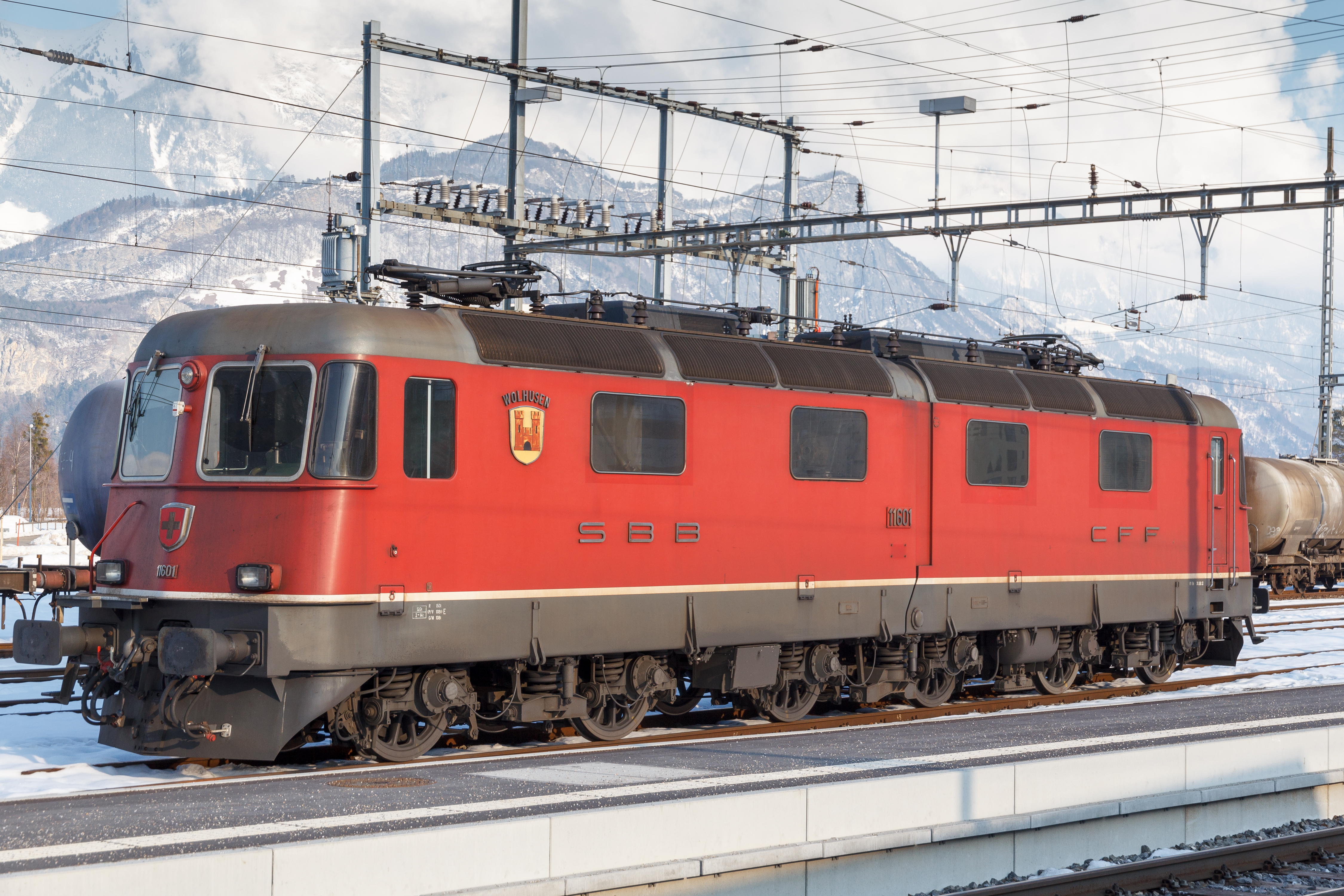
SBB Re 6/6 Nr. 11601 «Wolhusen» (Prototyp)
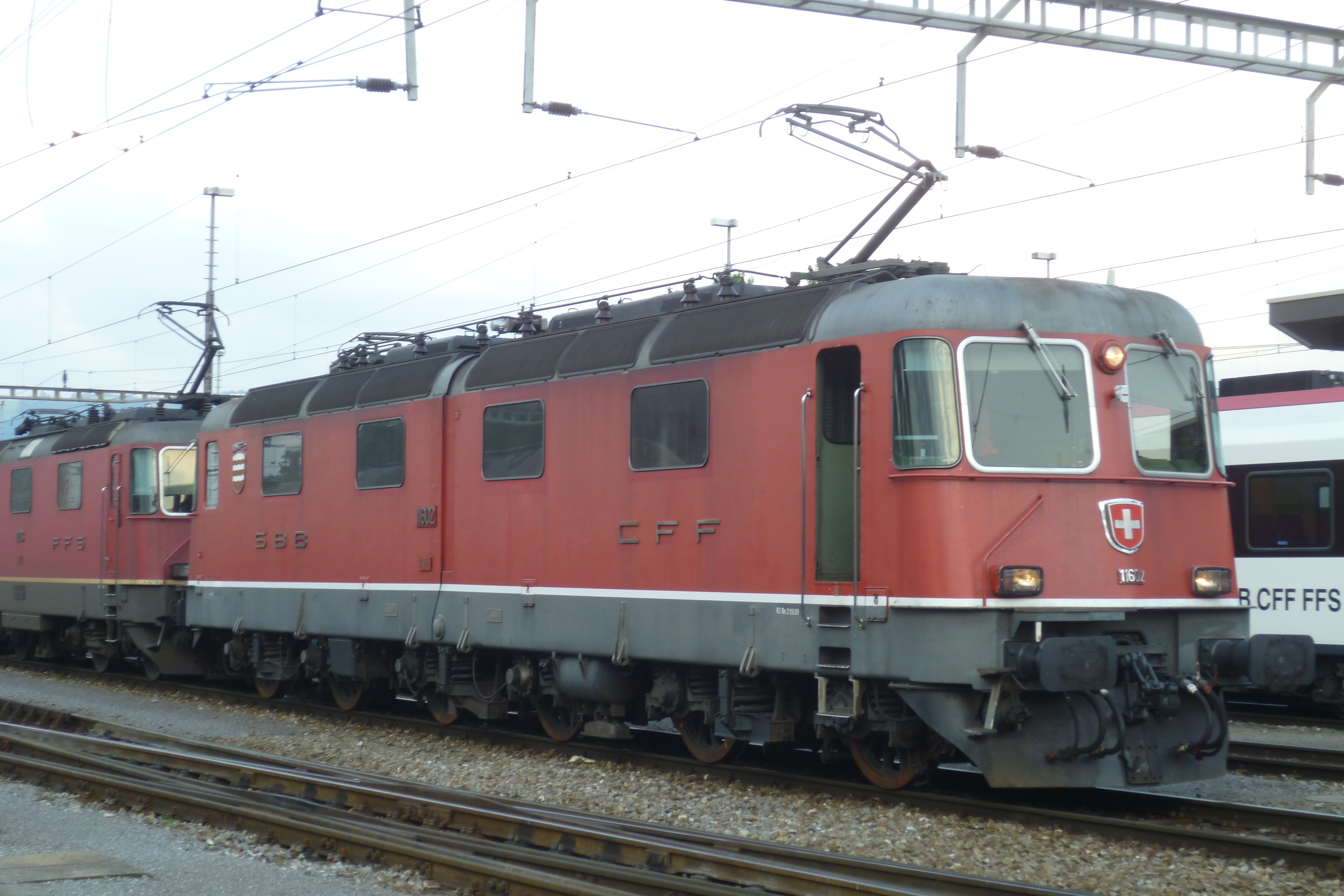
Re 6/6 11602 (Prototyp) mit Wappen der Gemeinde Morges
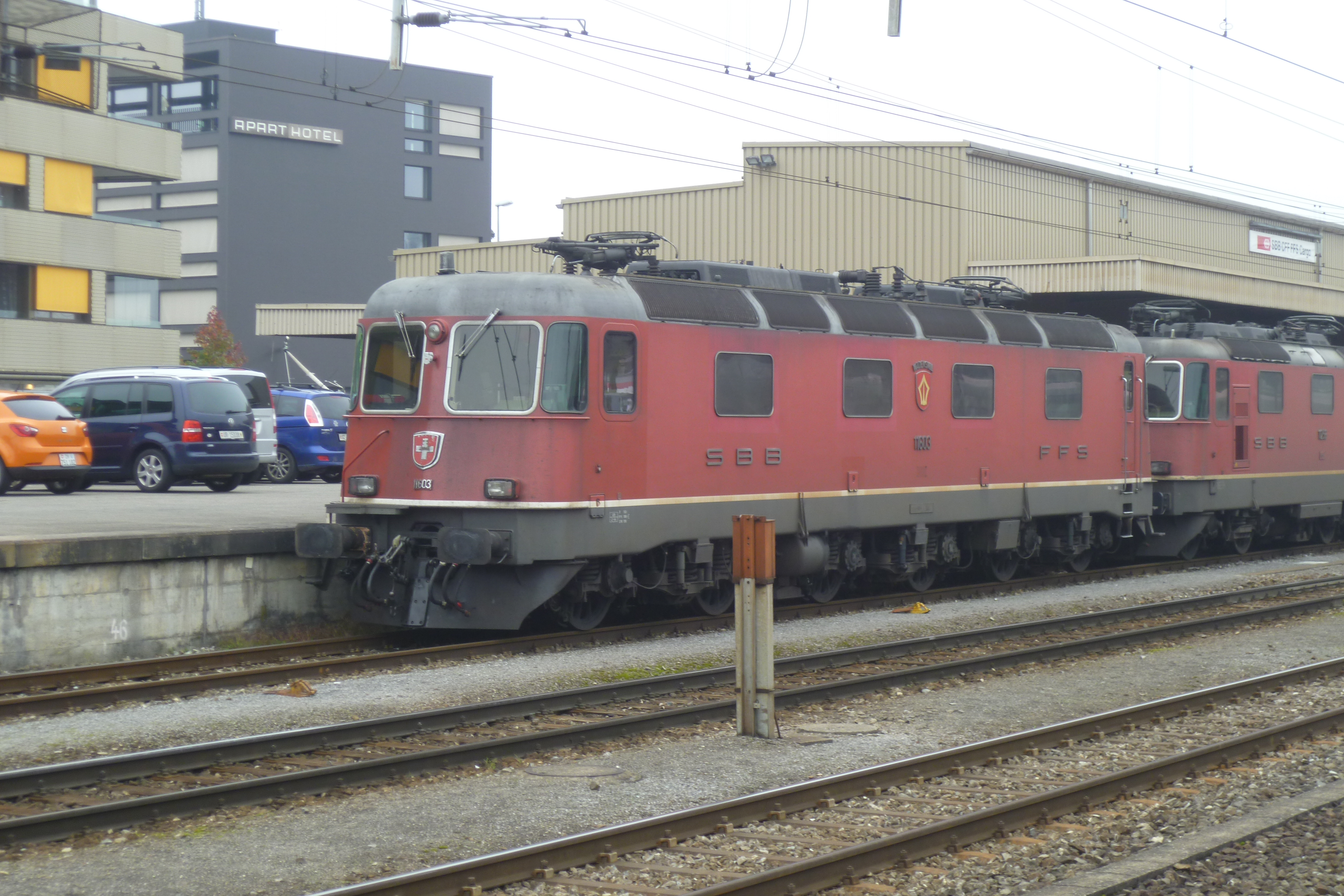
Re 6/6 11603 (Prototyp) mit Wappen der Gemeinde Wädenswil
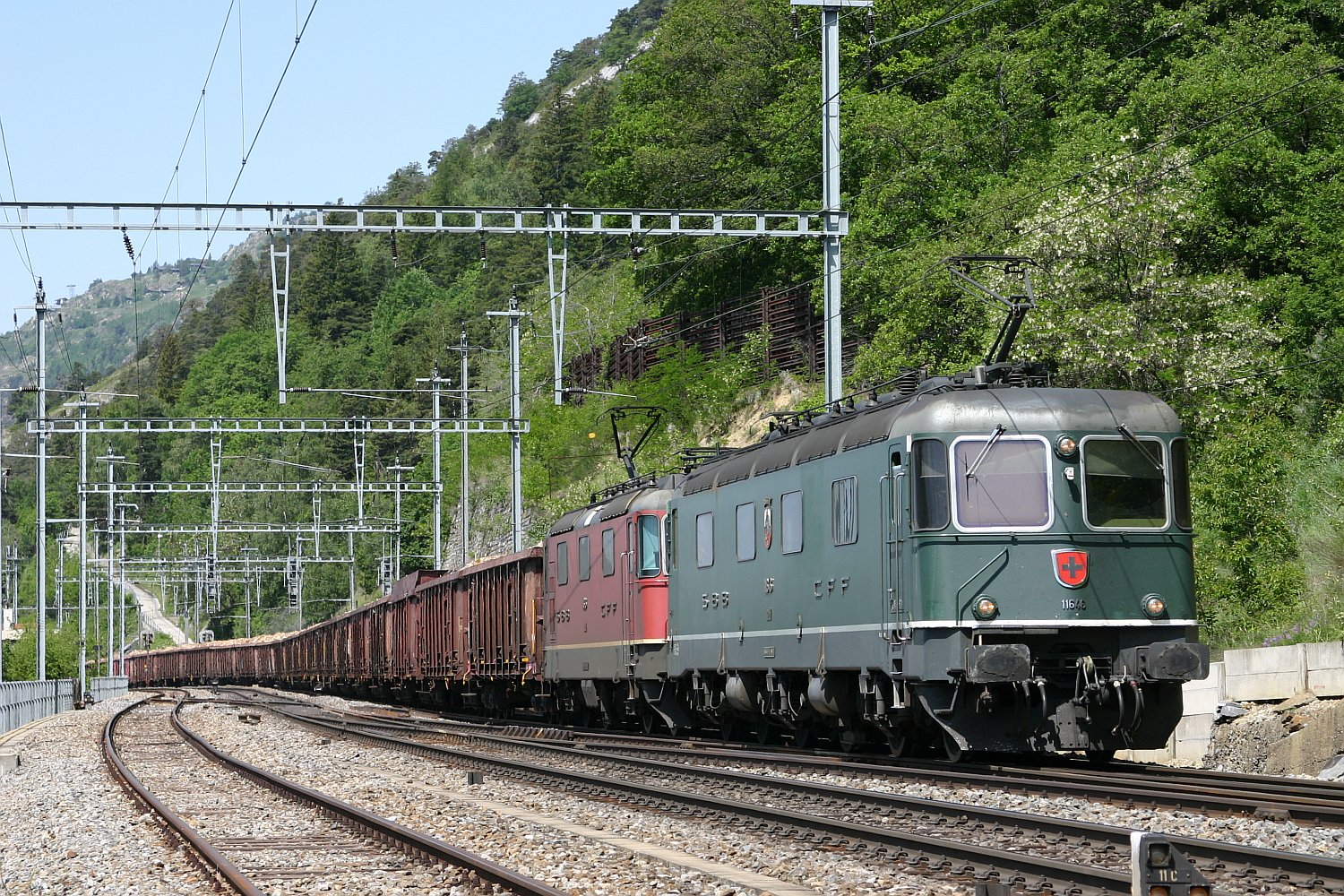
«Re-10/10»-Gespann: Re 6/6 in ursprünglicher grüner Farbgebung zusammen mit einer Re 4/4II am Lötschberg
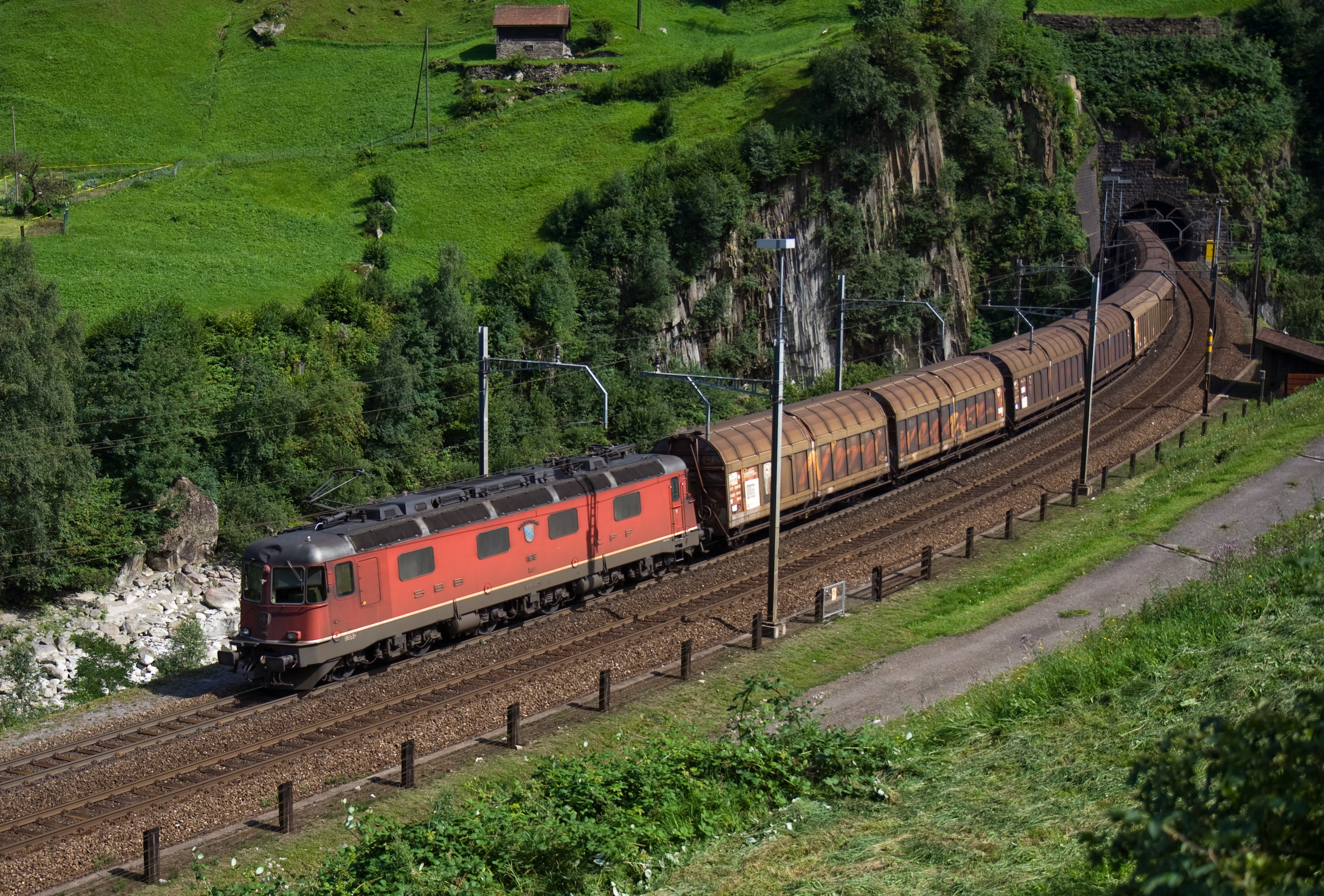
Re 6/6 in roter Farbgebung im Schubdienst am Gotthard
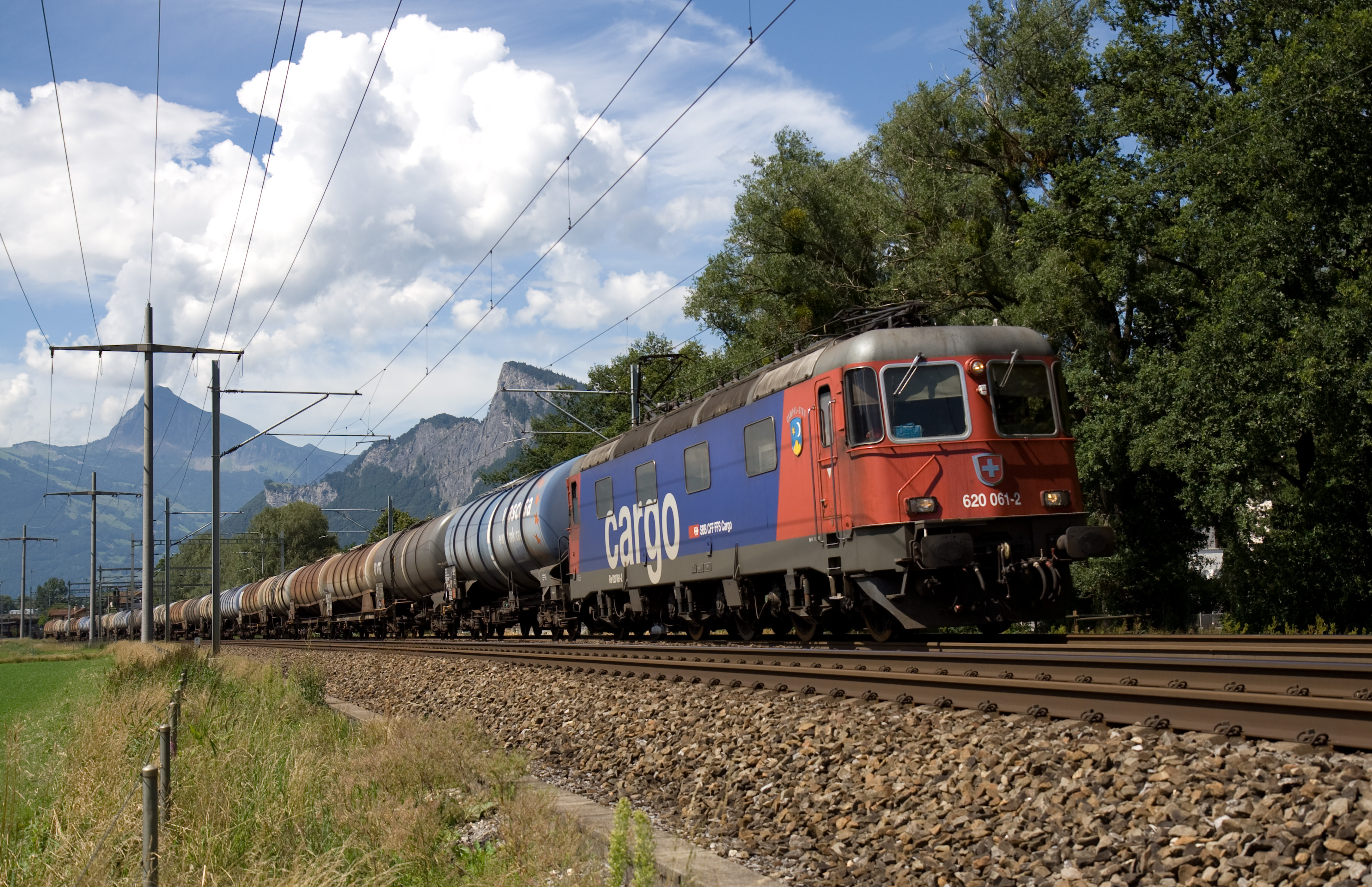
Cargo-Re-6/6 mit Ölzug in Richtung Landquart